# Manduca prestoni
Manduca prestoni är en fjärilsart som beskrevs av Gehlen. 1926. Manduca prestoni ingår i släktet Manduca och familjen svärmare. Inga underarter finns listade i Catalogue of Life.